# Rubis (Q43)
Pour les articles homonymes, voir Rubis (homonymie).
Le Rubis est un sous-marin de la marine française construit à Cherbourg à partir de 1903. Il fait partie de la classe Émeraude.

## Historique
Dès sa mise en service, le sous-marin Rubis est affecté à la 1re Flottille de sous-marins de la Manche basée à Cherbourg.

En avril et mai 1914, il effectue des essais de systèmes anti-mines au large de Brest.
À la déclaration de la Première Guerre mondiale, le Rubis est détaché à l'escadrille de Brest avec l’Émeraude et l'Opale, pour la défense fixe du port.

En février 1916, il est affecté à la Division navale du Maroc basée à Gibraltar pour la défense du port de Casablanca.

Le 12 janvier 1917, il est envoyé à l'encontre d'un sous-marin ennemi dans la baie d'Aguilas. Bien qu'il se trouve à 300 m de ce dernier, le commandant ne donne pas l'ordre d'attaquer. Ce geste lui coûte un blâme du chef de division et le commandement du Rubis.

En mars 1917, il fait partie de la 2e Escadrille de sous-marins de Toulon.
En septembre 1917, il part pour Corfou où il intègre la 4e Escadrille de sous-marins puis va à Moudros en juillet 1918 pour rejoindre la 3e Escadrille.

Sur les 32 mois qu'auront duré ses affections sur les théâtres d'opération, le Rubis aura passé :
- 3 % de son temps en croisière de guerre,
- 58 % de son temps en disponibilité au mouillage,
- 1 % de son temps en exercice,
- 38 % de son temps en réparation ou modification.

En février 1919, le Rubis est affecté à l'école d'écoute de Toulon.
Il est radié des listes de la Flotte le 12 novembre 1919 pour être vendu pour démolition à Toulon le 10 mai 1921. De son dépeçage sont récupérées près de 270 tonnes de matériaux divers (dont 185 tonnes de fer, 27 tonnes de fonte et 15 tonnes de plomb).

### Documents numérisés
- Journaux de bord du 28/12/1914 au 12/11/1916.

➞ Ministère de la Défense, Mémoire des hommes - Journaux des unités (1914-1918) : Sous-marin Rubis, vol. SS Y 445, 1914-1916 (présentation en ligne, lire en ligne)